# Tor pomiarowy
Tor pomiarowy - (łańcuch pomiarowy) jest to ciąg elementów przyrządu pomiarowego lub układu pomiarowego, tworzących drogę sygnału pomiarowego od wejścia do wyjścia.  

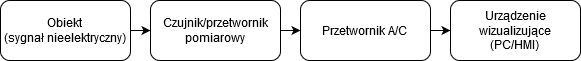
Podstawowe elementy toru pomiarowego

Początkowym elementem toru pomiarowego jest czujnik (sensor), który mierzy wybraną wielkość występującą na obiekcie. Sygnał jest przetwarzany za pomocą przetwornika pomiarowego na wielkość elektryczną do jednego ze standardów prądowych lub napięciowych. Następnie sygnał analogowy jest przetwarzany na wartość cyfrową za pomocą przetwornika AC. Po wykonaniu wszystkich etapów przetwarzania, sygnał przekazywany jest do urządzenia nadrzędnego. Może to być panel HMI, PC lub inne urządzenie pozwalające na wizualizację i akwizycję danych pomiarowych.     